# مهین زرین‌پنجه
مهین زرین‌پنجه (۴ آبان ۱۳۱۶ – ۱۲ آذر ۱۳۹۸) موسیقیدان و آهنگساز اهل ایران بود. پدر او نصرالله زرین‌پنجه موسیقی‌دان و معلم تار و سه‌تار بود و مادرش صفیه یگانه، تار و تنبک می‌نواخت.

## فراگیری موسیقی
مهین زرین‌پنجه در ۴ آبان ۱۳۱۶ در تهران زاده شد. او تحصیلات خود را در هنرستان موسیقی ملی به ریاست روح‌الله خالقی آغاز کرد و علم و هنر موسیقی را از اساتیدی چون ابوالحسن صبا، روح‌الله خالقی، حسین تهرانی و جواد معروفی فرا گرفت. وی بعدها نواختن موسیقی کلاسیک اروپایی با پیانو را نزد امانوئل ملیک اصلانیان و موسیقی ایرانی را با مرتضی محجوبی ادامه داد.

## فعالیت هنری
مهین زرین‌پنجه پس از پایان تحصیلات به استخدام وزارت فرهنگ و هنر درآمد و با تشکیل ارکستر بانوان و سرپرستی آن و تک نوازی پیانو در سایر ارکسترها مشغول به کار شد. او پس از انقلاب ۱۳۵۷ به دلیل محدودیت‌های شدید بر هنرمندان، از وزارت فرهنگ و هنر درخواست بازنشستگی کرد. وی در آغاز به انگلستان و سپس به فرانسه و آمریکا مهاجرت کرد و به تدریس و تمرین پیانو مشغول شد.
مهین زرین‌پنجه در سال‌های پایان زندگی خود به ایران بازگشت و در شمال کشور ساکن شد و به تدریس و نوشتن موسیقی ادامه داد.
مهین زرین‌پنجه بیش از ۶۰ قطعه موسیقی ساخت که شماری از آنها توسط ارکسترهای جهان اجرا شده‌اند.

## درگذشت
مهین زرین‌پنجه صبح روز یکشنبه ۱۱ خرداد ۱۴۰۴ در سلمان‌شهر (متل قو) در استان مازندران درگذشت.

## آثار
- غم غربت، شعر از تورج نگهبان و با صدای بهزاد با گروهی از نوازندگان ارکستر لس آنجلس به رهبری آندرانیک
- رقص ایرانی، (بدون کلام) قطعه ۲ و ۱ با ارکستر سمفونیک baltica به رهبری bohdan jarmolowicz
- رقص ایرانی ۳ و ۴، با گروهی از نوازندگان ارکستر اپرای پاریس به رهبری raphael sanchez (قطعه ۴) بهار ایران با صدای بهزاد و شعری از تورج نگهبان، گروهی از کُر شهر نیس.
- سرزمین من با شعر، جاودانه از تورج نگهبان، صدای بهزاد، گروه کُر پوزنان، ارکستر سمفونیک Baltica لهستان.
- اُپرای لیلی و مجنون (قطعات ارکستری) با اجرای ارکستر سمفونیک Baltica و با رهبری Bohdan Jarmolowicz که مؤسسه فرهنگی-هنری ماهور آن را در ایران منتشر نمود.[۲]
- سرود فتح شب